# Parantennaria
Parantennaria là một chi thực vật có hoa trong họ Cúc (Asteraceae).

## Loài
Chi Parantennaria gồm các loài: